# Zeller+Gmelin
Zeller+Gmelin ist ein Chemieunternehmen mit Sitz in Eislingen/Fils im Landkreis Göppingen in Baden-Württemberg, das Schmierstoffe, Druckfarben und Chemikalien für die Wasserbehandlung und andere Anwendungen herstellt. Rund 55 % des Jahresumsatzes im Geschäftsjahr 2021 wurden mit Schmierstoffen und weitere 30 % mit Druckfarben erzielt. 40 % des Umsatzes wurde innerhalb Deutschlands erwirtschaftet.

## Geschichte
Das Unternehmen Zeller+Gmelin wurde 1866 von Albert Zeller und Paul Gmelin gegründet und stellte Schmieröle für die Industrie her. Damit schloss Albert Zeller an die Geschäftsaktivitäten seines Bruders Theodor an, der bereits ab 1856 zusammen mit seinem Vater und weiteren Geschäftspartnern Schieferöl aus dem Eislinger Ölschiefer gewann. Da die Schieferölextraktion nicht rentabel zu betreiben war, wurde der Betrieb 1858 wieder eingestellt. 1863 übernahm Albert Zeller den Betrieb und baute ab 1866 zusammen mit Gmelin die Produktion von Maschinenöl auf.
Im Jahr 1898 errichtete Zeller+Gmelin eine Raffinerie zur Benzinherstellung. In der ersten Hälfte des 20. Jahrhunderts wurde das Produktportfolio mehrmals erweitert und umfasste bald auch Produkte für den Straßenbau, Reinigungsmittel und Druckfarben. In den 1950er Jahren baute Zeller+Gmelin ein eigenes Tankstellennetz im süddeutschen Raum auf.